# فيتفيندوسيي
فيتفيندوسيي ّ(بالألبانية: Vetëvendosje) وتعني تقرير المصير، هو حزب سياسي تقدمي ديمقراطي اجتماعي قومي ألباني في كوسوفو. يُعارض الحزب التدخلات الأجنبية في الشؤون الداخلية للبلاد، ويُؤيد مبدأ المساواة في الحقوق والفُرص، وحق الشعب في السيادة، كجزء من حق تقرير المصير.

## نتائج الحزب في الانتخابات
| الانتخابات التشريعية | عدد الأصوات | ٪ الأصوات | المقاعد  | المركز  | +/–  | الحكومة                |
| -------------------- | ----------- | --------- | -------- | ------- | ---- | ---------------------- |
| 2010                 | 88652       | 12.69٪    | 14 / 120 | ثالثًا   | 14   | Opposition             |
| 2014                 | 99،397      | 13.59٪    | 16 / 120 | ثالثًا   | ▲ 2  | Opposition             |
| 2017                 | 200،135     | 27.49٪    | 32 / 120 | ▲ الأول | ▲ 16 | Opposition             |
| 2019                 | 221،001     | 26.27٪    | 29 / 120 | الأول   | ▼ 3  | coalition (2019-2020)  |
| 2019                 | 221،001     | 26.27٪    | 29 / 120 | الأول   | ▼ 3  | opposition (from 2020) |